# ATP Challenger Fürth
Das ATP Challenger Fürth (offizieller Name: „Franken Challenge“, früher „Schickedanz Open“) war ein ab 1979 jährlich stattfindendes Tennisturnier in Fürth. Von 1979 bis 1985 war es ein Clubevent, 1986 gehörte es zur ITF Future Tour, ab 1987 war es Teil der ATP Challenger Tour und wurde im Freien auf Sandplatz gespielt. Im Einzel gewannen Christian Ruud, Peter Luczak und João Sousa das Turnier zweimal. Im Doppel gelang dies Rameez Junaid dreimal.
Das Turnier zählte mit 30 ununterbrochenen Austragungen zu den traditionsreichsten Challenger-Turnieren der ATP Challenger Tour. Aufgrund finanzieller Engpässe wurde das Turnier 2017 nicht mehr fortgeführt.

## Liste der Sieger

### Einzel
| Jahr | Sieger                | Finalgegner           | Ergebnis        |
| ---- | --------------------- | --------------------- | --------------- |
| 2016 | Radu Albot            | Jan-Lennard Struff    | 6:3, 6:4        |
| 2015 | Taro Daniel           | Albert Montañés       | 6:3, 6:0        |
| 2014 | Tobias Kamke          | Íñigo Cervantes       | 6:3, 6:2        |
| 2013 | João Sousa (2)        | Wayne Odesnik         | 3:6, 6:3, 6:4   |
| 2012 | Blaž Kavčič           | Serhij Stachowskyj    | 6:3, 2:6, 6:2   |
| 2011 | João Sousa (1)        | Jan-Lennard Struff    | 6:2, 0:6, 6:2   |
| 2010 | Robin Haase           | Tobias Kamke          | 6:4, 6:2        |
| 2009 | Peter Luczak (2)      | Juan Pablo Brzezicki  | 6:2, 6:0        |
| 2008 | Daniel Köllerer       | Santiago Giraldo      | 6:1, 6:3        |
| 2007 | Peter Luczak (1)      | Fabio Fognini         | 4:6, 6:2, 6:2   |
| 2006 | Florian Mayer         | Torsten Popp          | 6:3, 6:1        |
| 2005 | Albert Portas         | Philipp Kohlschreiber | 7:65, 6:2       |
| 2004 | Jiří Vaněk            | Gilles Simon          | 7:5, 6:2        |
| 2003 | Jan Frode Andersen    | Óscar Hernández       | 2:6, 6:2, 6:2   |
| 2002 | Luis Horna            | Jürgen Melzer         | 6:4, 6:2        |
| 2001 | Germán Puentes        | Kristian Pless        | 6:4, 6:3        |
| 2000 | Irakli Labadse        | Daniel Elsner         | 6:4, 6:4        |
| 1999 | Ronald Agénor         | Tomáš Zíb             | 6:2, 7:6        |
| 1998 | Christian Ruud (2)    | Jan Frode Andersen    | 6:4, 7:5        |
| 1997 | Davide Sanguinetti    | Tomas Nydahl          | 6:4, 6:2        |
| 1996 | Hicham Arazi          | Andrei Tschesnokow    | 3:6, 6:2, 6:2   |
| 1995 | Christian Ruud (1)    | Magnus Gustafsson     | 7:6, 6:4        |
| 1994 | Kris Goossens         | Dirk Dier             | 6:7, 6:3, 6:2   |
| 1993 | Mikael Pernfors       | Bart Wuyts            | 6:4, 1:6, 6:3   |
| 1992 | Martin Střelba        | Raúl Viver            | 6:1, 6:2        |
| 1991 | Marcos Aurelio Górriz | Dmitri Poljakow       | 6:2, 3:0 aufgg. |
| 1990 | Jeff Tarango          | Felipe Rivera         | 6:0, 6:0        |
| 1989 | Dmytro Poljakow       | Federico Mordegan     | 6:2, 6:1        |
| 1988 | Hans-Dieter Beutel    | Richard Vogel         | 1:6, 6:3, 6:4   |
| 1987 | Patrick Baur          | Edoardo Mazza         | 6:3, 7:5        |

### Doppel
| Jahr | Sieger                                  | Finalgegner                            | Ergebnis           |
| ---- | --------------------------------------- | -------------------------------------- | ------------------ |
| 2016 | Facundo Argüello Roberto Maytín         | Andrej Martin Sam Weissborn            | 6:3, 6:4           |
| 2015 | Guillermo Durán Horacio Zeballos        | Íñigo Cervantes Renzo Olivo            | 6:1, 6:3           |
| 2014 | Gerard Granollers Jordi Samper Montaña  | Adrián Menéndez Rubén Ramírez Hidalgo  | 7:61, 6:2          |
| 2013 | Colin Ebelthite Rameez Junaid (3)       | Christian Harrison Michael Venus       | 6:4, 7:5           |
| 2012 | João Sousa Arnau Brugués Davi           | Rameez Junaid Purav Raja               | 7:5, 6:74, [11:9]  |
| 2011 | Rameez Junaid(2) Frank Moser            | Jorge Aguilar Júlio César Campozano    | 6:2, 6:72, [10:6]  |
| 2010 | Dustin Brown Rameez Junaid (1)          | Martin Emmrich Joseph Sirianni         | 6:3, 6:1           |
| 2009 | Rubén Ramírez Hidalgo Santiago Ventura  | Simon Greul Alessandro Motti           | 4:6, 6:1, [10:6]   |
| 2008 | Philipp Marx Alexander Peya             | Daniel Köllerer Frank Moser            | 6:3, 6:3           |
| 2007 | Bruno Echagaray André Ghem              | Fabio Fognini Frederico Gil            | 7:61, 4:6, [13:11] |
| 2006 | Vasilis Mazarakis Felipe Parada         | Philipp Marx Torsten Popp              | 6:3, 6:2           |
| 2005 | Amir Hadad Harel Levy                   | Jan Frode Andersen Johan Landsberg     | 6:1, 6:2           |
| 2004 | Adrián García Janko Tipsarević          | Simon Aspelin Graydon Oliver           | 6:4, 6:4           |
| 2003 | Denis Gremelmayr Simon Greul            | Tomas Behrend Karsten Braasch          | 6:3, 1:6, 7:65     |
| 2002 | Salvador Navarro Gabriel Trujillo Soler | Vadim Kutsenko Oleg Ogorodov           | 6:2, 6:4           |
| 2001 | Hugo Armando Andrei Stoljarow           | Vadim Kutsenko Oleg Ogorodov           | 6:0, 6:0           |
| 2000 | Eduardo Nicolás Germán Puentes          | Devin Bowen Brandon Coupe              | 6:4, 6:2           |
| 1999 | Nebojša Đorđević Marcos Ondruska        | Diego del Río Martin Rodríguez         | 4:6, 6:3, 6:4      |
| 1998 | Álex López Morón Albert Portas          | Juan Ignacio Carrasco Martin Rodríguez | 6:4, 6:4           |
| 1997 | Brandon Coupe Paul Rosner               | Martin Sinner Joost Winnink            | 7:5, 6:3           |
| 1996 | Joshua Eagle Tom Kempers                | Aleksandar Kitinov Gábor Köves         | 6:4, 6:7, 6:4      |
| 1995 | Andrew Kratzmann Brent Larkham          | Ken Flach Kent Kinnear                 | 6:4, 6:7, 7:6      |
| 1994 | Vojtěch Flégl Andrew Florent            | Gastón Etlis Christian Miniussi        | 7:6, 6:1           |
| 1993 | Nils Holm Lars-Anders Wahlgren          | Ģirts Dzelde Wladimer Gabritschidse    | kampflos           |
| 1992 | Rüdiger Haas Udo Riglewski              | Brian Joelson Bertrand Madsen          | 6:1, 6:3           |
| 1991 | Marcos Aurelio Górriz Maurice Ruah      | Jamie Morgan Sandon Stolle             | 6:2, 6:4           |
| 1990 | Peter Ballauff Ricki Osterthun          | Marcos Aurelio Górriz Andrei Olchowski | 7:6, 4:6, 6:3      |
| 1989 | Wladimer Gabritschidse Dmitri Poljakow  | Cristiano Caratti Federico Mordegan    | 6:4, 6:7, 6:4      |
| 1988 | Michael Stich Martin Sinner             | Wojciech Kowalski Adrian Marcu         | 4:6, 6:3, 7:6      |
| 1987 | Nick Fulwood Cyril Suk                  | Axel Hornung Karsten Saniter           | 4:6, 6:3, 6:2      |